# Hans Marschalcks hus

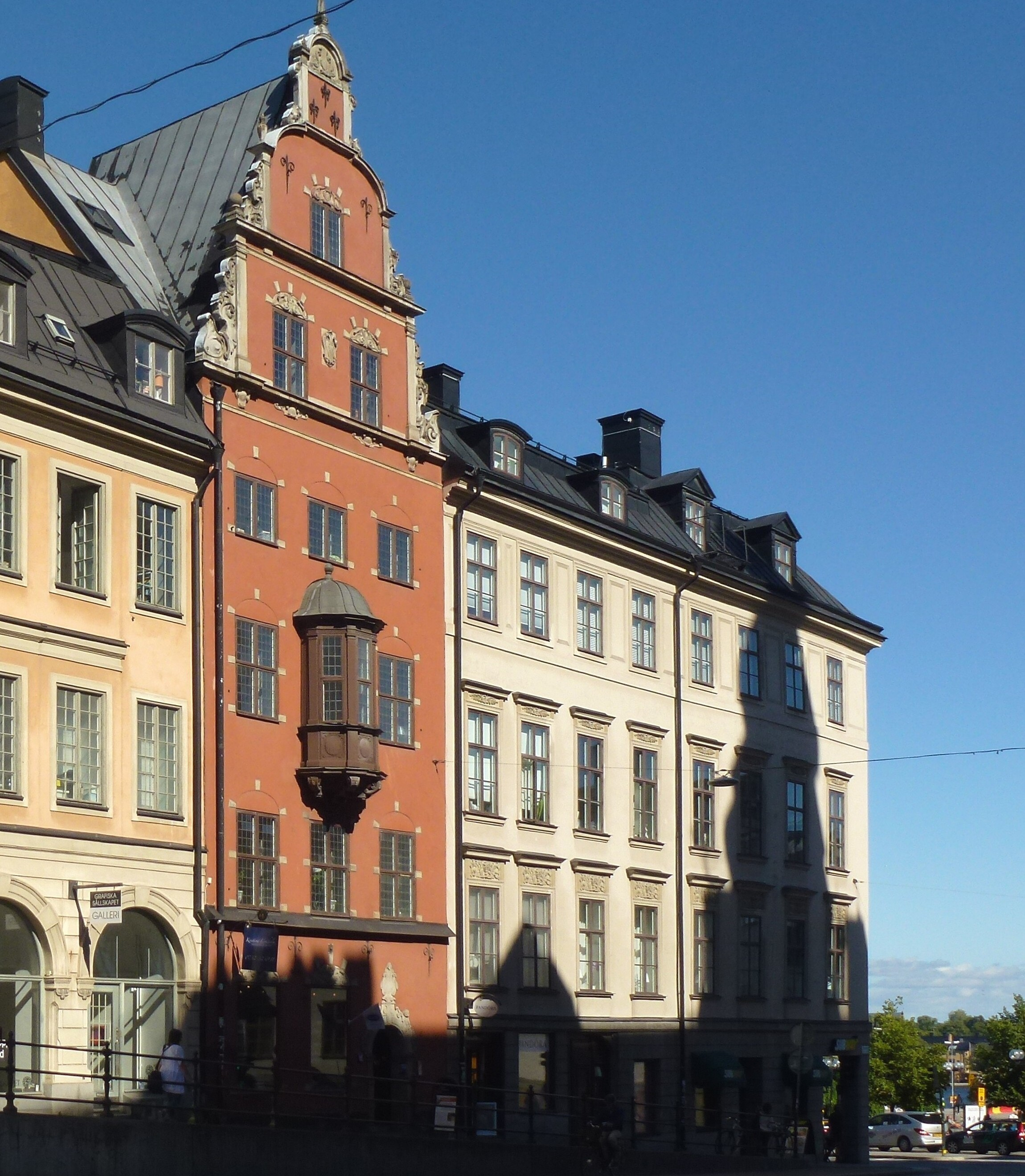
Hans Marschalcks hus, vy från Hornsgatan. Hornsgatan 4 (till vänster) är ombyggd 1907 i historiserande anda. Fotografi från 2012.

Hans Marschalcks hus ligger i kvarteret Överkikaren vid  hörnet Södermalmstorg 8 och Hornsgatan 2-4 på Södermalm i Stockholm. Byggnaden uppfördes på 1640-talet för vinskänken Hans Marschalck (även stavat Marschalk, död 1660). Husdelen med adress Hornsgatan 4 restaurerades 1907 i historiserande anda av arkitekt Alfred Danielsson-Bååk och fick då ett kraftigt avvikande utseende. Fastigheten är q-märkt och betraktas som ett av Södermalms äldsta och bäst bevarade profana stenhus från 1600-talet. Fastigheten är blåmärkt av Stadsmuseet i Stockholm vilket innebär att bebyggelsen bedöms ha synnerligen höga kulturhistoriska värden.

## Historik, stadsplan på Södermalm
Husen i fonden av Södermalmstorg uppfördes i samband med Södermalms stadsplanering som började 1641 (se även Stormaktstidens första stadsplan på Södermalm). Då planlades Malmtorget (nuvarande Södermalmstorg) regelbundna form och härifrån drogs två gatusträckningar i rät vinkel till varann: Hornsgatan mot väst och Götgatan mot syd. Dessa skulle bli stommen i stadsplanen för Södermalm.

## Historik, Marschalcks hus

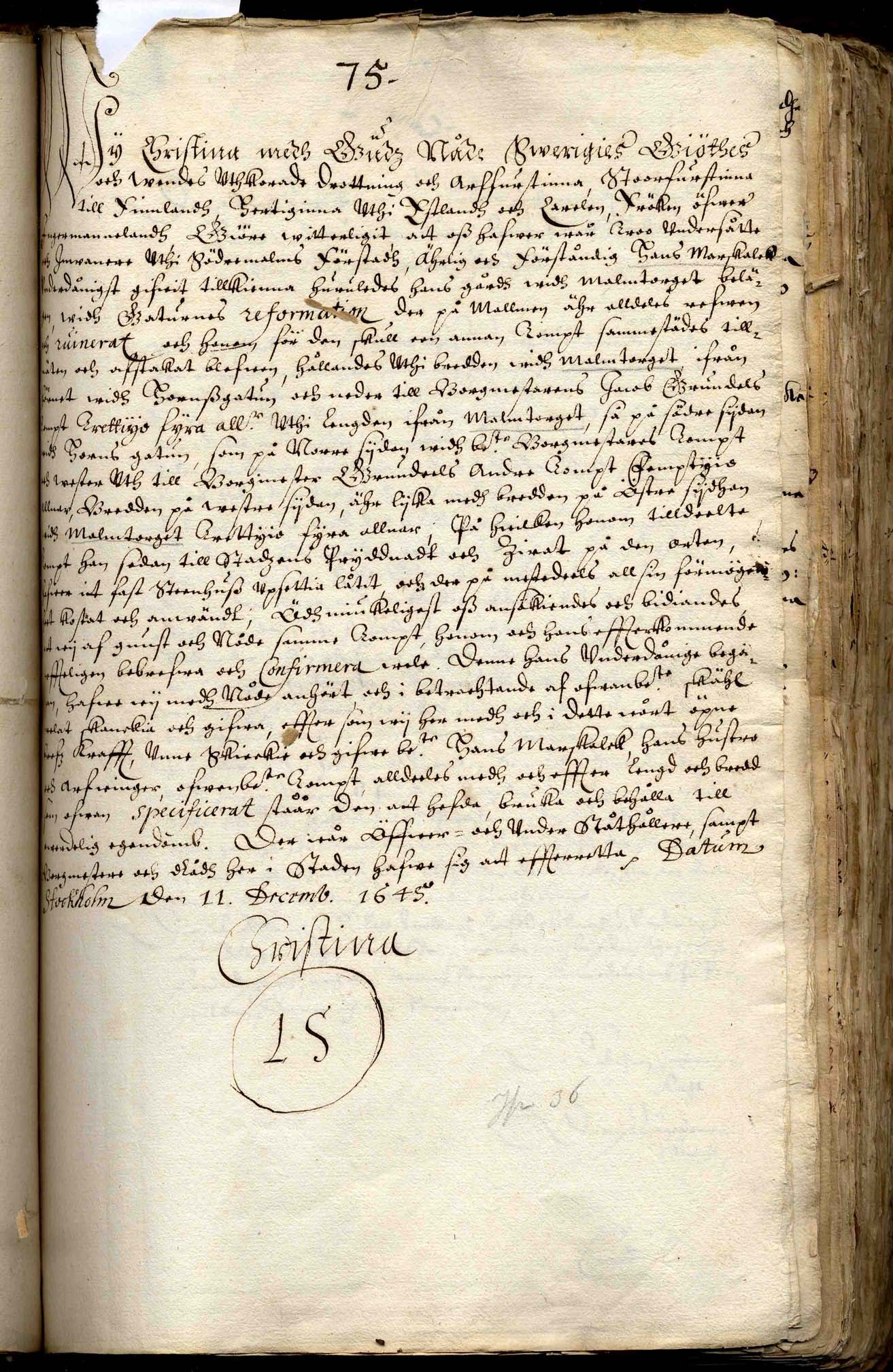
Drottning Kristinas brev, 1645.

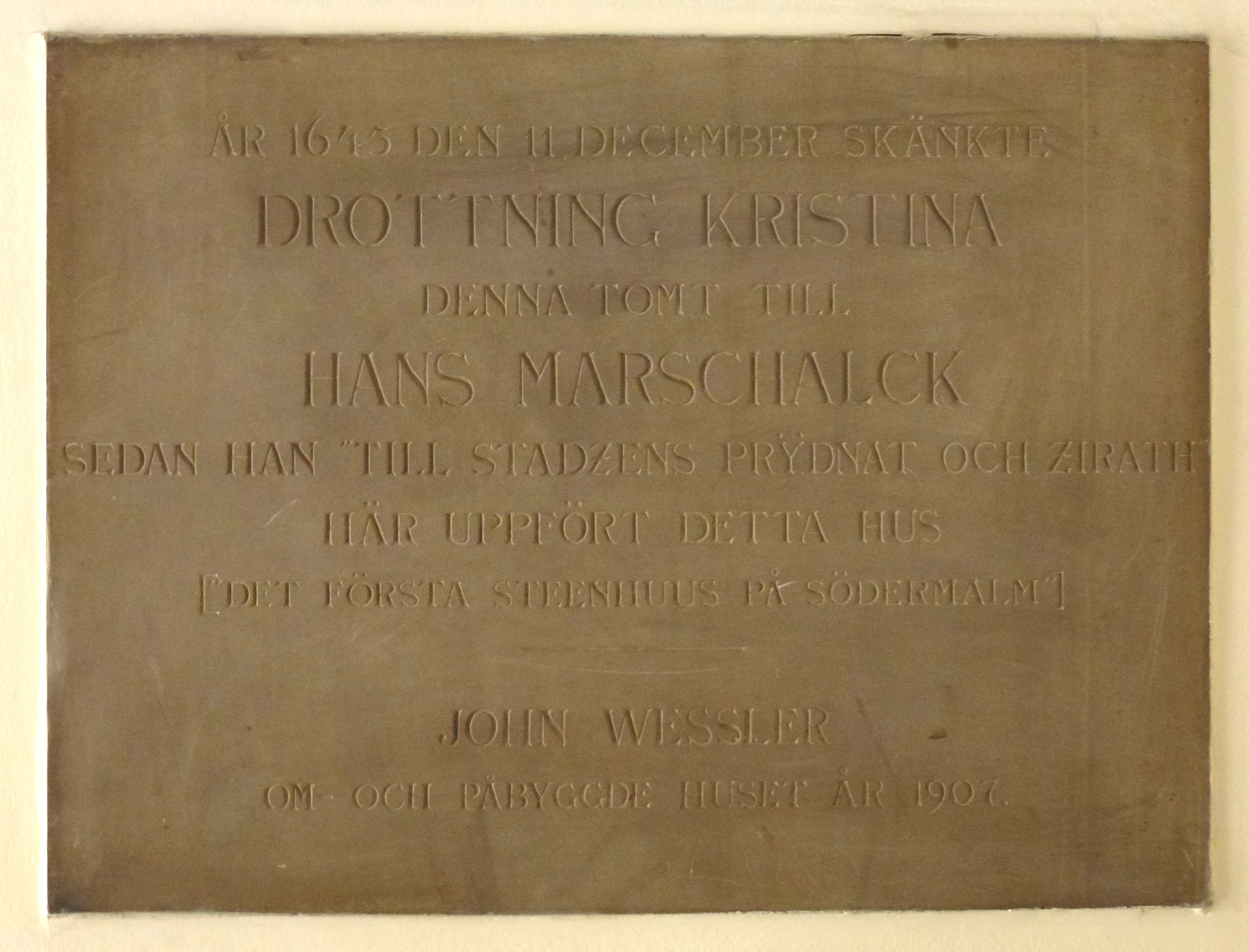
Minnestavla i huset Hornsgatan 4

Hans Marschalck hade sedan tidigare en gård i området som revs i samband med gaturegleringen och på den nya hörntomten Södermalmstorg/Hornsgatan lät han uppföra ett påkostat tre våningar högt stenhus med sju fönsteraxlar och en gavelfronton i tre våningar. Byggnaden syns på Wolfgang Hartmanns kopparstick från 1650-talet. 
Från början av 1600-talet fanns vid nuvarande Hornsgatan 4 det välkända Värdshuset Svanen. Dåvarande ägare, gästgivaren Erik Andersson, fick 1605 tillstånd att sätta upp en skylt i form av en Svan utanför huset. Delar av källaren med sina valv integrerades i den nya bebyggelsen och finns alltjämt kvar. Svanen drevs sedermera av vinskänken Marschalk och hans ättlingar till 1600-talets slut.
Den attraktiva hörntomten Södermalmstorg/Hornsgatan fick Hans Marschalck till skänks av drottning Kristina som ersättning för den gård som revs. Ersättningen förlöpte dock inte helt problemfritt, troligen ville staden ha betalt för den nya tomten. 
Hans Marschalck lyckades då få drottningen att den 11 december 1645 skriva ett brev till stadens myndigheter angående tomten vid Södermalmstorg där hon besvärade sig över det öde Hans Marschalck genomgått vid gaturegleringen på Södermalm på "hwilken honom tilldeelte tompt han sedan till stadzens pryddnadt och zirat på den orten, hafwer itt fast steenhuß vpsettia låtit, och der på mestedeels all sin förmögenhet kostat och anwändt."
Hon bekräftar i brevet även: "Denne hans vnderdånige begäran, hafwe wij medh nåde anhört, och i betrachtande af ofwanbe[mel]te skähl welat skänckia och gifwa, effter som wij her medh och i dette wårt öpne brefz krafft, vnne skienkie och gifwe be[mel]te Hans Marskalck, hans hustro och arfwinger, ofwan be[mel]te tompt…"
En minnestavla i portgången av huset Hornsgatan 4 påminner härom.

## Tiden efter Marschalck

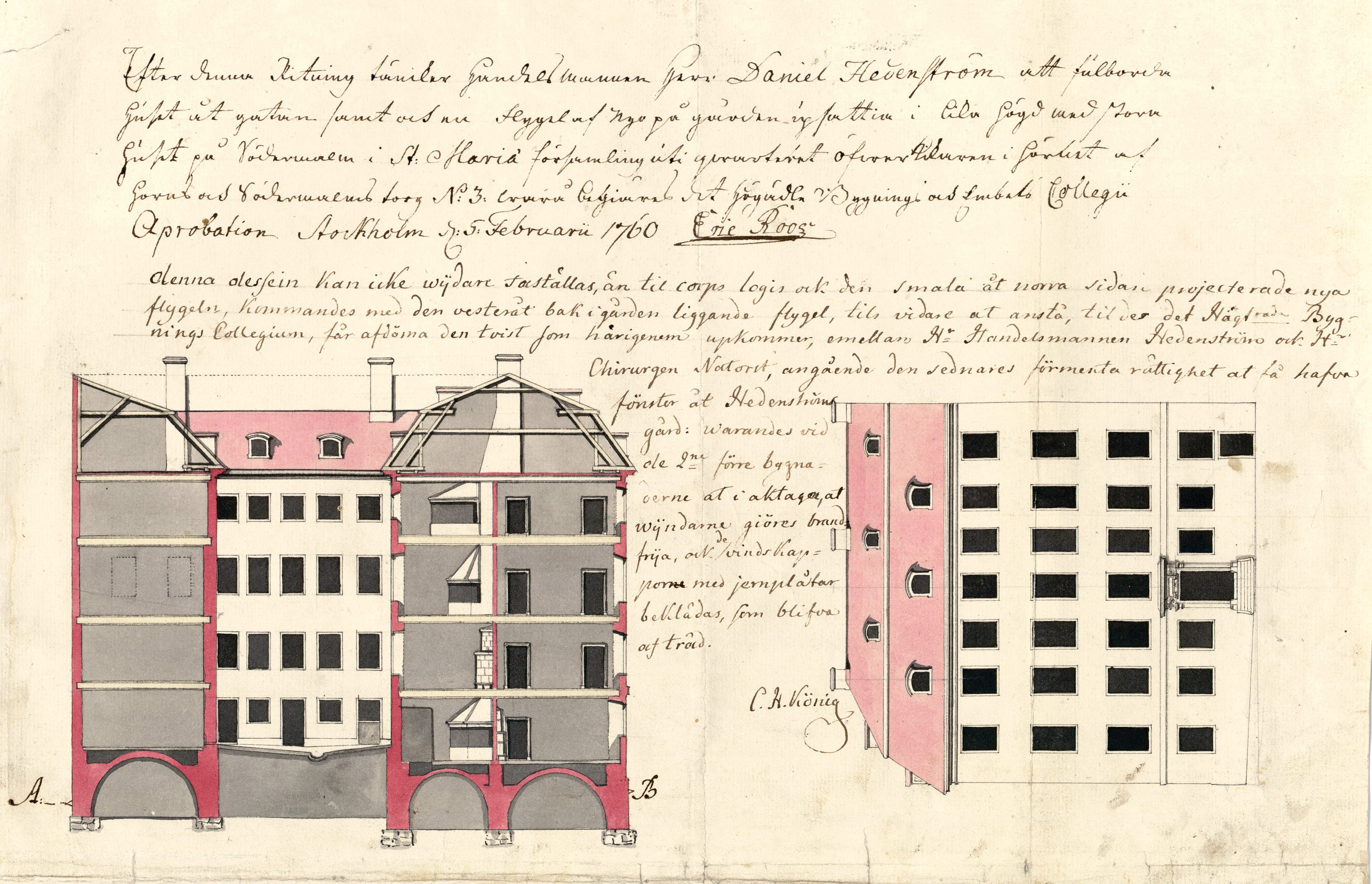
Eric Roos ritning från 1760.

Omkring 1700 byggdes huset om, gavelfrontonen försvann och ett brutet tak ersatte den tidigare höga takresning. Mariabranden 1759 drabbade även Hans Marschalcks hus, som dock klarade sig relativt bra. Av brandförsäkringen framgår att de gamla murarna stod kvar till husets fulla höjd.
År 1760 köptes den brandskadade byggnaden av lärftshandlaren Daniel Hedenström som reparerade huset och lät bygga en ny flygel på innergården. För arbetet stod murmästaren Eric Roos vars ritningar signerades av honom den 5 februari 1760 och godkändes samma år av stadsarkitekt Carl Henrik König.
År 1907 restaurerades huset i historiserande renässansstil av arkitekt Alfred Danielsson-Bååk. Uppdragsgivaren var tandläkare John Wessler som ägde huset mellan 1905 och 1928. Då fick Hornsgatan 4 sitt nuvarande, kraftigt avvikande utseende med en hög trappstegsgavel och burspråk samt småspröjsiga fönster och tegelröd avfärgad puts. I början av 1930-talet avfasades hörnet i bottenvåningen Hornsgatan/Södermalmstorg för att förbättra framkomligheten för gående. På 1960-talet förenklades fasaden (utom Hornsgatan 4) varvid hörnkedjor i puts togs bort. Under många år hade Frans Svanström & Co Pappershandel en av sina butiker i hörnhusets bottenvåning.

## Byggnaden genom tiden

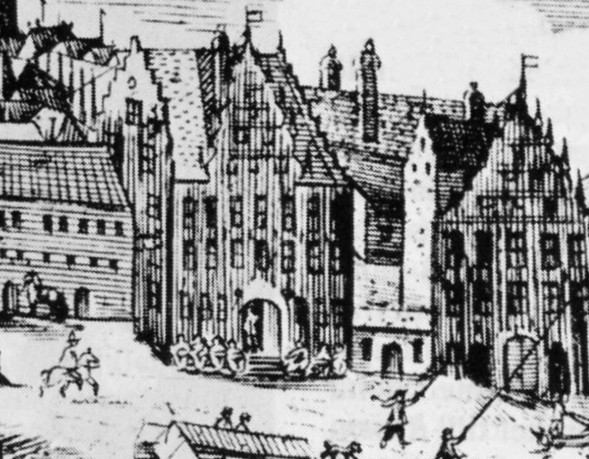
1650 (huset med trappgavel mitt i bild)
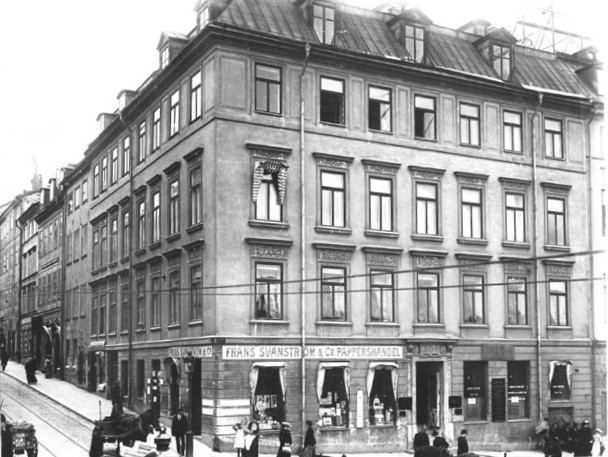
Före 1907
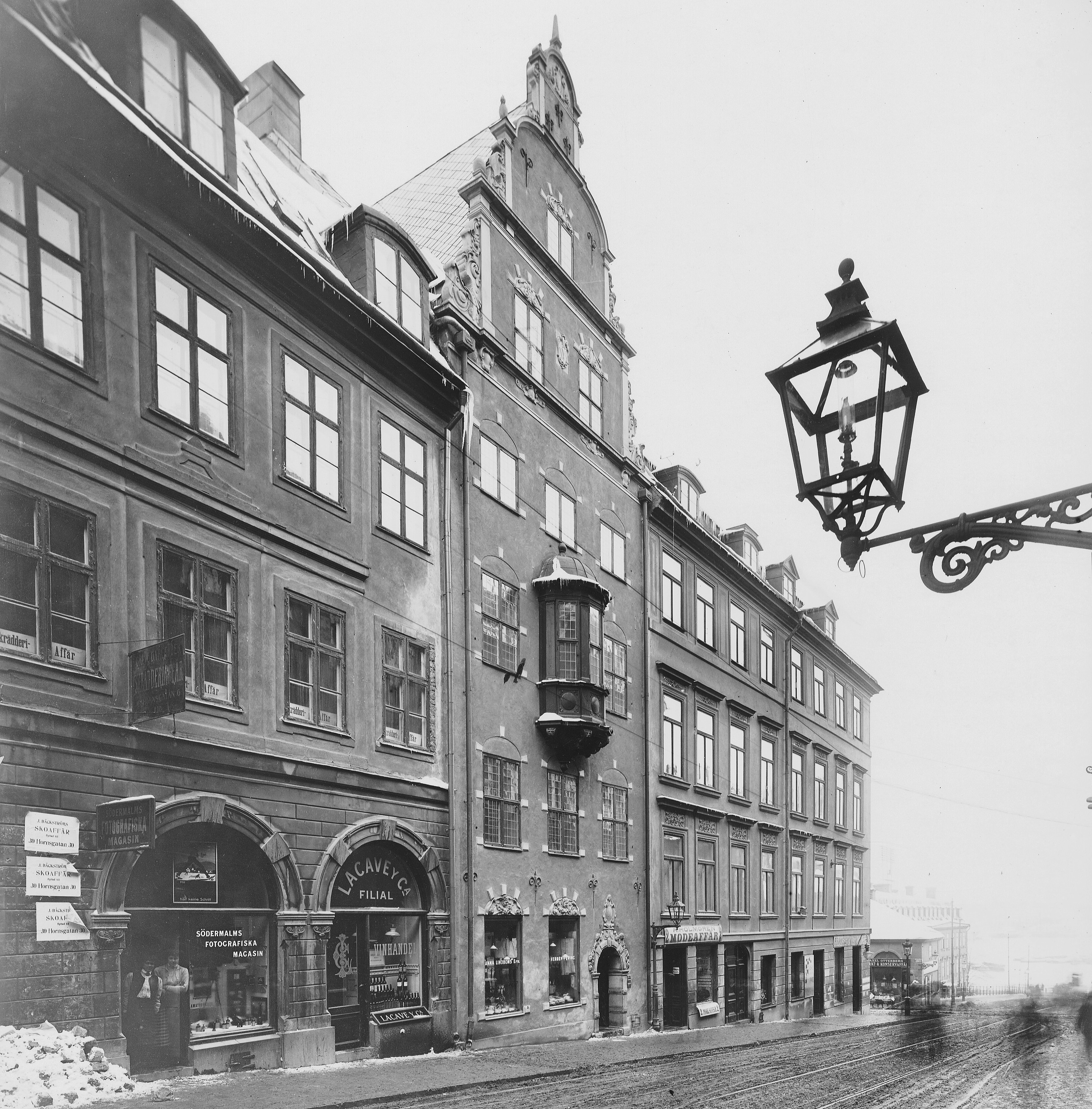
Efter 1907
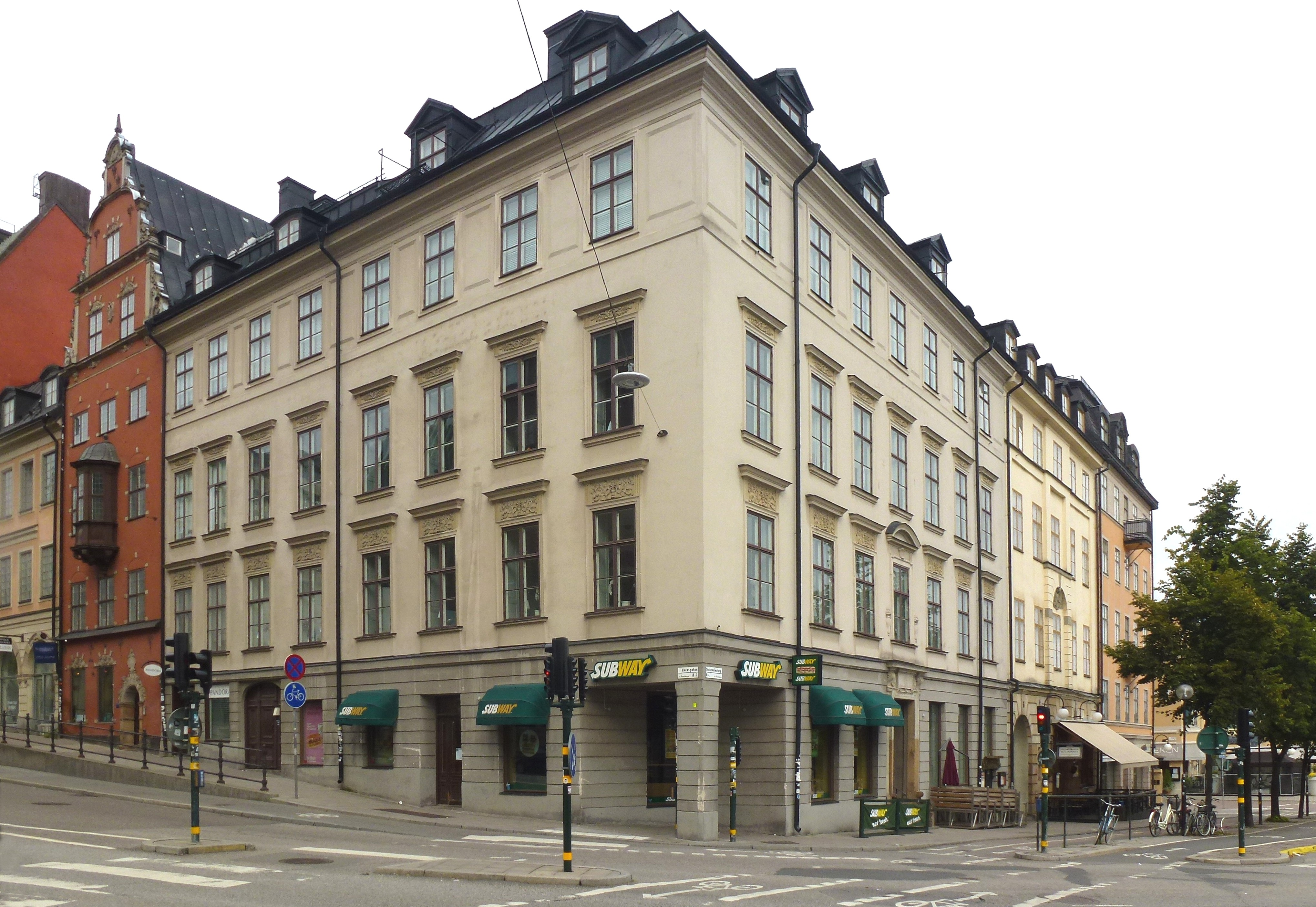
2012

## Byggnadsdetaljer

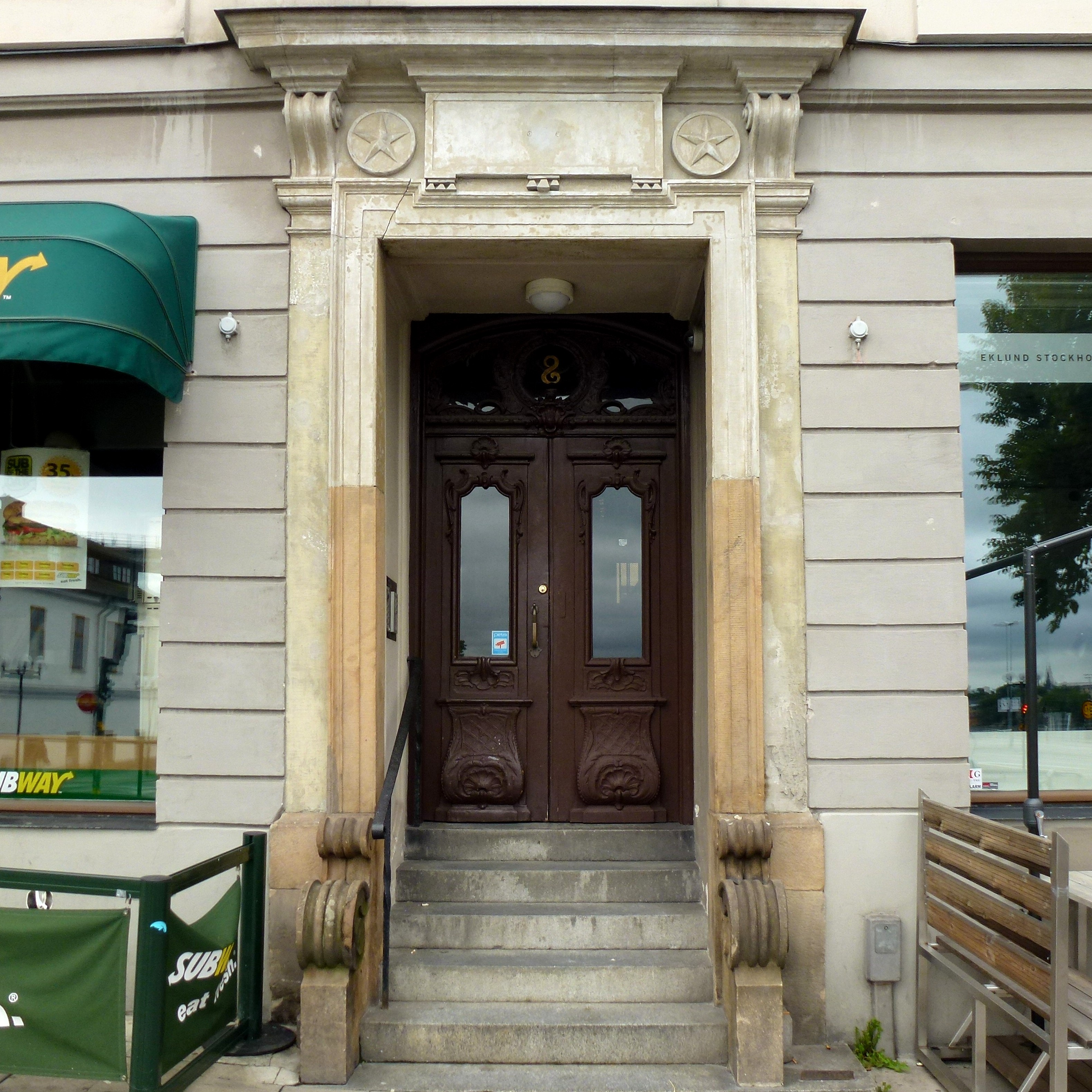
Portal Södermalmstorg 8.
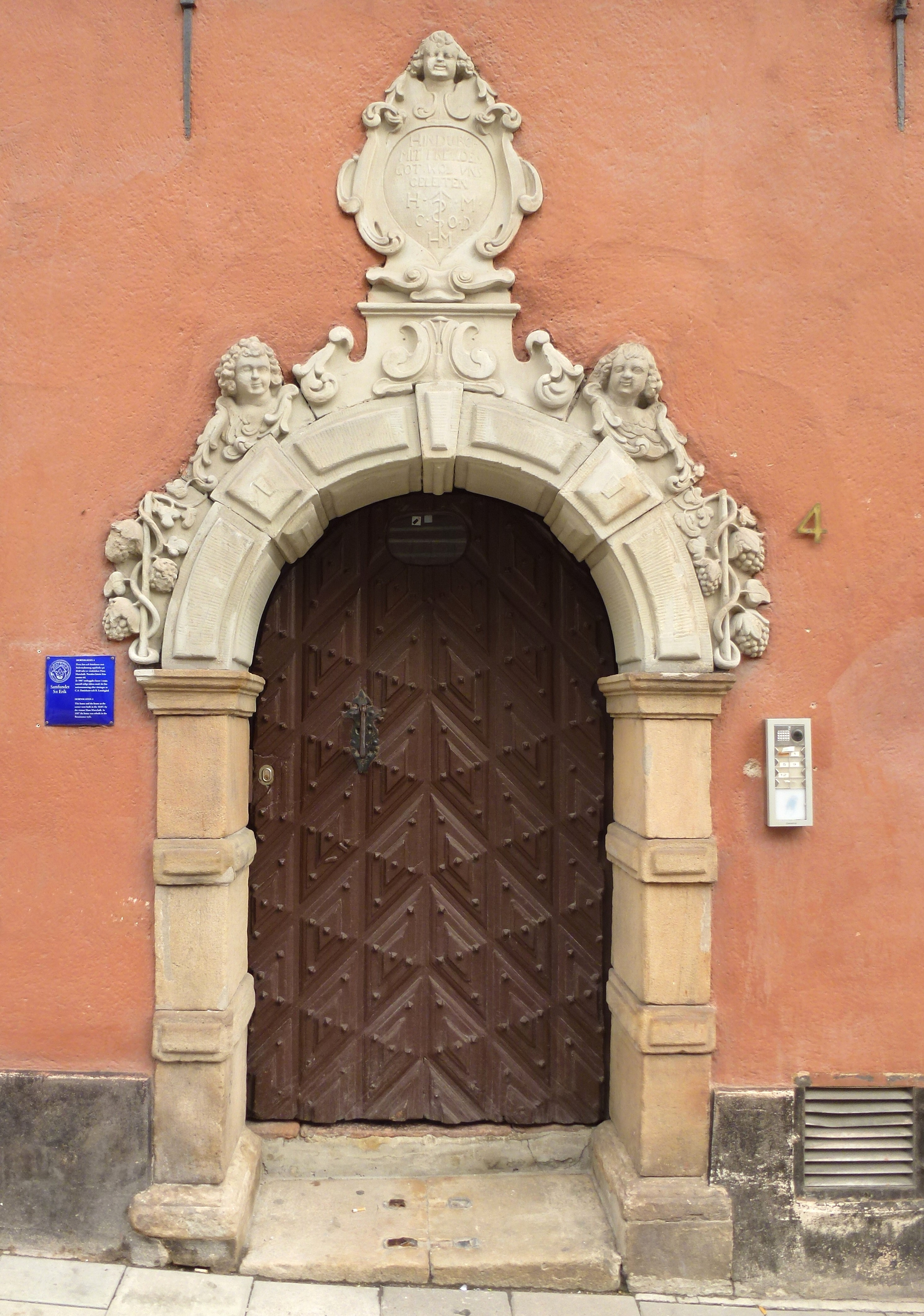
Portal Hornsgatan 4 med putti och vinrankor som symboliserar byggherrens yrke.
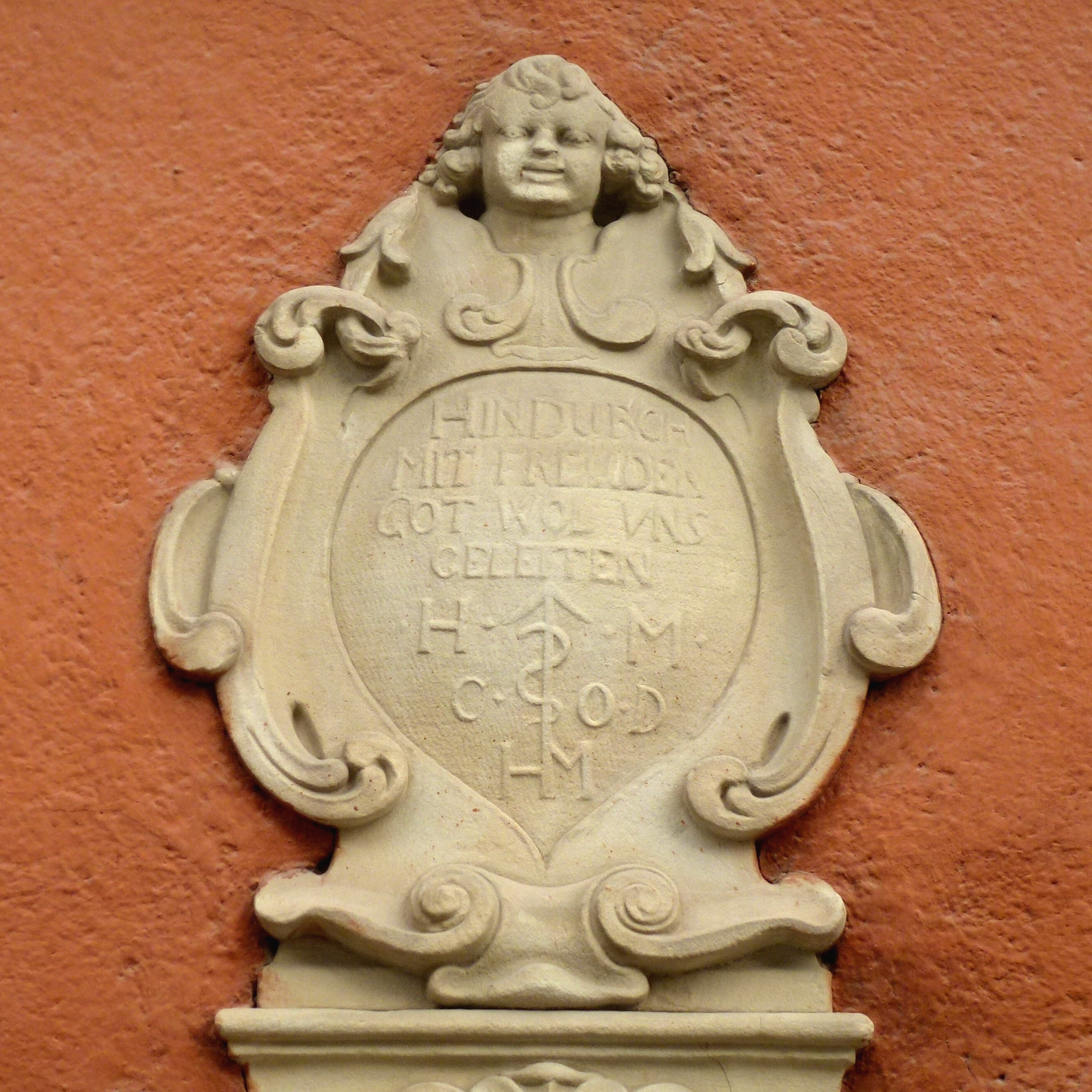
Portalsten med Hans Marschalks initialer "HM" och hustruns Christina Olofsdotter "COD"
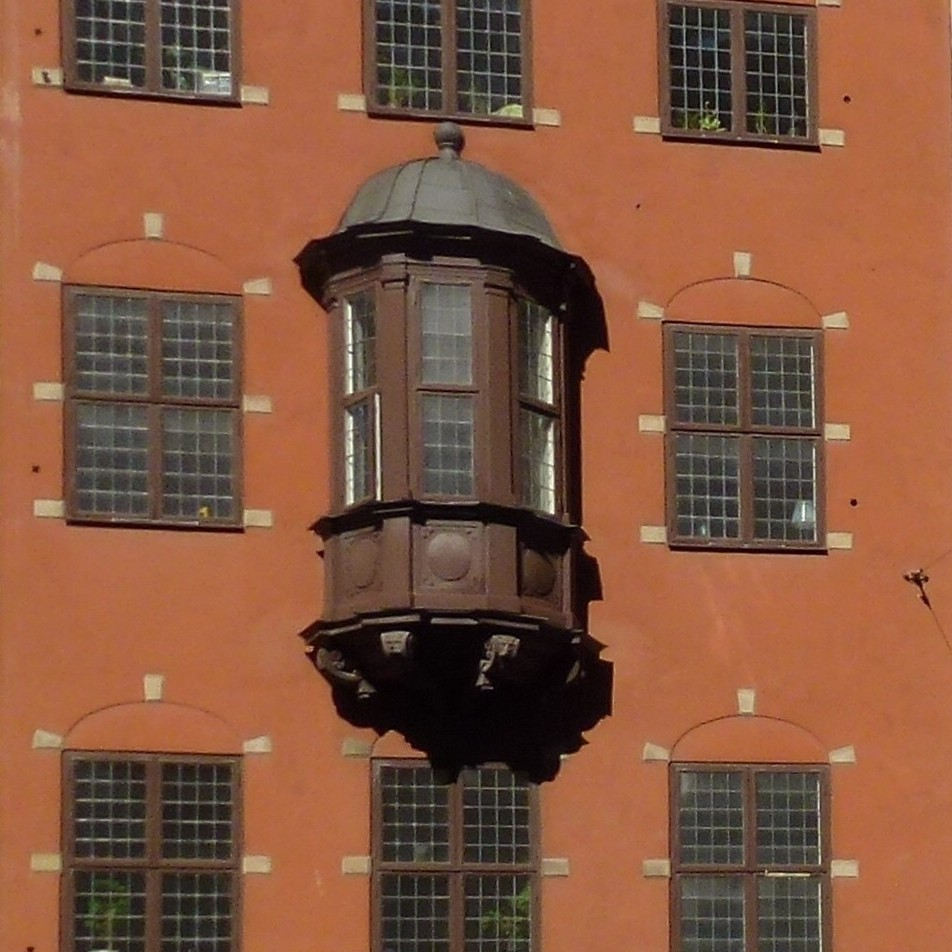
Burspråk, Hornsgatan 4.